# 武田一哉
武田 一哉（たけだ かずや、1960年9月1日 - ） は、日本の情報工学者。東海国立大学機構機構長補佐、名古屋大学副総長、（株）ティアフォー元代表取締役社長。元日本音響学会副会長。

## 人物・経歴
1979年名古屋市立向陽高等学校卒業。1983年名古屋大学工学部電気工学科卒業。1985年名古屋大学大学院工学研究科電気・電子及び電気第2博士課程前期課程修了、国際電信電話入社。1986年エイ・ティ・アール自動翻訳電話研究所研究員。1988年マサチューセッツ工科大学滞在研究員。1990年国際電信電話研究所研究員/主査などを経て、1995年名古屋大学工学部助教授。2003年名古屋大学大学院情報科学研究科メディア科学専攻教授。2014年名古屋大学大学院情報学研究科教授として、情報工学分野の教育研究に従事した。この間、日本音響学会副会長、IEEE ITS Society BoG member、名古屋大学副総長（情報システム・情報系戦略・スタートアップ担当）、東海国立大学機構機構長補佐/デジタルユニバーシティ室長などを歴任。また、2023年まで名古屋大発自動運転ベンチャーのティアフォー代表取締役社長を兼務した。
専門は信号処理。人間の「行動」に付随する様々なセンサーデータを統合的に理解・モデル化することで、自動運転、コミュニケーション、音楽、スポーツなど、様々な応用システムに活用する研究を行っている。コーディネータとして企画・運営にかかわった博士課程教育リーディングプログラム「実世界データ循環学リーダー養成プログラム」からは、10を超える学生ベンチャー、100億円を超える時価総額が生み出され、東海地域の学生スタートアップ拡大に貢献した。

## 受賞
- 粟屋潔学術奨励賞 1993年[4]
- 日本音響学会技術開発賞 1995年[4]
- 電子情報通信学会論文賞 2001年[4]
- Best Paper Award on IEEE 2008 International Workshop on Multimedia Signal Processing 2008年[4]
- ICVES 2009 Best Conference Paper Award 2009年[4]
- 情報処理学会ITS研究会優秀論文 2009年[4]
- Best Paper Award at 19th International Conference on Intelligent Transportation Systems 2016年[4]
- IEEE ITS Society Outstanding Research Award 2020年[4]

## 著書
- 『音響エレクトロニクス : 基礎と応用』（大賀寿郎, 鎌倉友男, 斎藤繁実と共著）培風館 2005年
- 『確率と確率過程』（編著）オーム社 2010年
- 『行動情報処理 : 自動運転システムとの共生を目指して』共立出版 2016年